# Annie Londonderry
Annie Londonderry, pseudonimo di Annie Cohen Kapchovsky (Lettonia, 1870 o 1871 – New York, 11 novembre 1947), è stata un'avventuriera, ciclista e imprenditrice statunitense di origine ebrea lettone, che rivendicò di essere stata la prima donna ad aver fatto il giro del mondo in bicicletta tra il 1894 e il 1895.
Dopo aver concluso il suo viaggio, divenne celebre per avere sfidato la concezione di ciò che ci si aspettava da una donna nella mentalità dell'epoca.

## Biografia

### Infanzia, giovinezza e matrimonio
Annie Cohen nacque nell'attuale Lettonia, all'epoca parte dell'Impero russo da Levi (Leib) e Beatrice (Basha) Cohen. Aveva una sorella e un fratello più vecchi, Sarah e Bennett. Nel 1875 la sua famiglia emigrò negli Stati Uniti e Annie ne ottenne la cittadinanza ancora da bambina, quando aveva solo quattro o cinque anni.
La famiglia si stabilì a Boston, nel Massachusetts, in un caseggiato su Spring Street. Il 17 gennaio 1887 morì il padre di Annie, seguito da sua madre due mesi dopo. La sua sorella maggiore Sarah era già sposata e viveva nel Maine, lasciando così Annie (all'epoca sedici-diciassettenne) e suo fratello Bennett (ventenne) ad occuparsi dei fratelli minori Jacob e Rosa (che all'epoca avevano rispettivamente 10 e 8 o 9 anni). Annie e Bennett si sposarono ciascuno poco tempo dopo, portando i loro coniugi a condividere la casa di Spring Street.
Nel 1888 Annie Cohen sposò Simon Kopchovsky detto Max, un venditore ambulante. Nei quattro anni successivi ebbero tre figli: Bertha Malkie (Mollie), Libbie e Simon. Suo fratello Bennett sposò una giovane di nome Bertha con la quale ebbe due figli. Il fratello minore Jacob morì di polmonite a diciassette anni. Max, un devoto ebreo ortodosso, frequentava la  sinagoga e studiava la Tōrāh, mentre Annie vendeva spazi pubblicitari per diversi quotidiani di Boston.

### Viaggio intorno al mondo

#### La scommessa
L'ispirazione per la scommessa (vera o inventata) su un viaggio in bicicletta attorno al mondo provenne probabilmente dall'ex studente di Harvard E. C. Pfeiffer. Sotto lo pseudonimo di Paul Jones, cominciò a pedalare alla metà di febbraio del 1894, dichiarando che stava tentando di compiere il giro del mondo in un anno per un scommessa di 5000 dollari. Due settimane dopo si rivelò che non vi era alcuna scommessa. Nello stesso anno, due ricchi bostoniani avrebbero scommesso 20 000 dollari contro 10 000 che nessuna donna sarebbe stata in grado di fare il giro del mondo in bicicletta in 15 mesi, guadagnando 5000 dollari durante il viaggio. Vi sono dei dubbi sul fatto che vi sia mai stata una scommessa: i nomi degli scommettitori non furono mai rivelati.
Peter Zheutlin, pro-pronipote di Annie Londonderry e redattore di una documentata storia del suo viaggio, ha dichiarato: "È praticamente certo, per esempio, che abbia escogitato la storia della scommessa per pubblicizzare il suo viaggio". Anche se si fosse trattato d'uno stratagemma, vi fu una persona che ne approfittò: il colonnello Albert Pope, proprietario della Pope Manufacturing Company di Boston e Hartford, che produceva tra l'altro le biciclette Columbia. Il capo dei suoi venditori del principale negozio Columbia di Boston consegnò uno dei modelli per l'inizio del viaggio. La scelta di una donna fu un'ovvia derivazione degli exploit precedenti. Nel 1887 Thomas Stevens era stato il primo uomo a compiere il giro del mondo in bicicletta. inoltre, l'interesse di quegli anni verso questo mezzo di locomozione forniva alla donne un mezzo di trasporto che le rendeva autonome, creando anche la necessità di progettare abiti femminili più comodi, col passaggio dalle ampie gonne in tessuto pesante ai calzoncini a sbuffo che permettevano una maggiore libertà di movimento.
Annie Kopchovsky era una scelta altamente improbabile come esecutrice del progetto, a partire dal nome, che la identificava come ebrea in una città e in un paese in cui l'antisemitismo era ampiamente diffuso. Ella mancava di esperienza, non avendo mai guidato una bicicletta fino a pochi giorni prima della sua partenza, e aveva una costituzione esile, pesando solo circa 45 kg in 160 cm. Per giunta, era una donna sposata con tre figli di cinque, tre e due anni.
Le sponsorizzazioni ebbero un ruolo cruciale nel finanziare e pubblicizzare l'impresa. La sua bicicletta da donna Columbia da 19 kg recava sulla protezione della ruota posteriore un cartello pubblicitario per la ditta d'acque minerali Londonderry Lithia del New Hampshire, per il quale la compagnia pagò 100 dollari ed Annie di converso accettò di presentarsi col nome di "Annie Londonderry" per l'intera durata del viaggio.

#### Partenza
Il 27 giugno 1894, attorno alle 11 antimeridiane, la Londonderry partì dalla Massachusetts State House sulla Beacon Hill. La donna ventiquattrenne indossava una gonna lunga, un corsetto e una camicia dal colletto alto e portava con sé un cambio di vestiti e una pistola con l'impugnatura decorata di perle. Nel suo itinerario verso Chicago, scelse di percorrere strade indicate nelle guide della League of American Wheelmen, che fornivano indicazioni su distanze, condizioni delle strade, punti di riferimento, luoghi di ristoro e alberghi che offrivano sconti ai ciclisti, e rendevano più facile pedalare in compagnia, dato che molti altri ciclisti percorrevano le stesse strade. Col bel tempo e le strade in buone condizioni, ella era in grado di tenere una media tra le otto e le dieci miglia al giorno.
Quando arrivò a Chicago il 24 settembre, aveva perso 9 kg e il desiderio di continuare. Si avvicinava l'inverno, e comprese che non avrebbe potuto attraversare le Montagne Rocciose per giungere a San Francisco prima che cominciasse a nevicare. Prima di lasciare Chicago per tornare verso Boston, si rivolse alla Sterling Cycle Works, che aveva gli uffici e il laboratorio sulla Carroll Avenue e che le fornì una bicicletta da uomo più leggera e agile; decise così di sostituire la lunga gonna con pantaloni a sbuffo, chiamati bloomers e un semplice maglione.

#### Europa e Asia
Con i cambi nell'abbigliamento e nella bicicletta, la Londonderry ritrovò la determinazione di completare il giro del mondo, anche se le restavano solo undici mesi per ritornare a Chicago. Fece lo stesso percorso dell'andata fino a New York, e da lì il 24 novembre 1894 s'imbarcò sul vapore francese La Touraine, con destinazione Le Havre sul Canale della Manica. Vi arrivò il 3 dicembre ed ebbe subito dei problemi burocratici. Gli ufficiali doganali le confiscarono la bicicletta, fu derubata del denaro e la stampa francese scrisse articoli offensivi a causa della sua tenuta di viaggio. Fece comunque in modo di liberarsi dagli impicci e pedalò da Parigi a Marsiglia. Sebbene fosse stata ostacolata dal cattivo tempo, vi arrivò in due settimane, coprendo alcuni tratti in treno e pedalando negli ultimi giorni con un solo piede a causa di un infortunio.
La Londonderry partì sulla Sydney, nave a vapore da 125 m, con soli otto mesi per arrivare a Chicago. I termini della scommessa non menzionavano una distanza minima da percorrere pedalando, così viaggiò per nave da luogo a luogo, effettuando delle tappe giornaliere in ogni fermata lungo il percorso. Visitò molte località, tra le quali Alessandria d'Egitto, Colombo, Singapore, Saigon, Hong Kong, Shanghai, Nagasaki e Kōbe.

#### Ritorno negli Stati Uniti
Il 9 marzo 1895, la Londonderry salpò da Yokohama, in Giappone, e raggiunse il Golden Gate di San Francisco il 23 marzo. Pedalò verso Los Angeles, e da lì attraverso l'Arizona e il Nuovo Messico raggiunse El Paso. A un certo punto, ella e un altro ciclista che l'accompagnava per poco non rimasero uccisi da un cavallo imbizzarrito col suo carro. Ne ebbero solo delle ferite lievi, tuttavia ella dichiarò di essere stata colpita e portata in ospedale a Stockton dove avrebbe sputato sangue per due giorni. Sta di fatto che tenne una conferenza nella Mozart Hall di Stockton la sera successiva all'incidente.
I binari della ferrovia della Southern Pacific offrivano molti vantaggi ai ciclisti che viaggiavano tra la California meridionale e l'Arizona, e anche la Londonderry ne approfittò. I ciclisti potevano seguire le strade ancillari fatte di polvere pressata (che si asciugava rapidamente in caso di pioggia) e fermarsi ai punti di sosta per ferrovieri, dove potevano avere un pasto caldo e un bagno. Alcuni sospettano che abbia attraversato in treno parte del deserto, nonostante avesse sostenuto di aver declinato i passaggi che le erano stati offerti dai treni che aveva incontrato. Da El Paso si diresse verso nord, lasciando Albuquerque il 20 luglio 1895 per Denver, dove arrivò il 12 agosto. Attraversò in treno gran parte del Nebraska a causa delle strade fangose. Presso Gladbrook nell'Iowa si ruppe un polso quando si scontrò con un branco di maiali e dovette portare un'ingessatura per il resto del viaggio.
Il 12 settembre 1895 la Londonderry arrivò a Chicago, accompagnata da due ciclisti che aveva incontrato a Clinton, e ricevette il premio di 10 000 dollari che le spettava. Aveva compiuto il viaggio intorno al mondo in un tempo minore di quattordici giorni di quello che le era accordato. Fu a casa a Boston il 24 settembre, esattamente 15 mesi dopo averla lasciata. Quando pubblicò un resoconto della sua impresa nel numero del New York World del 20 ottobre 1895, sotto lo pseudonimo di Nellie Bly jr., l'occhiello del giornale lo descrisse come "il viaggio più straordinario mai intrapreso da una donna". A dispetto delle critiche secondo le quali aveva viaggiato più "con" la bicicletta che "sulla" bicicletta, si era dimostrata una ciclista formidabile in gare improvvisate su strade attraverso l'America.

### Attività imprenditoriale
La Londonderry era una piazzista brillante e un'affabulatrice eccezionale, che raccolse il denaro e attirò l'attenzione dei media necessari per il successo del suo viaggio. La sua principale fonte di reddito fu la vendita degli spazi pubblicitari sulla bicicletta e sulla sua persona, attaccando nastri e placchette per prodotti che andavano dai copertoni per biciclette ai profumi. Il suo primo sponsor fu la ditta d'acque minerali Londonderry Lithia del New Hampshire. A Chicago ricevette la sponsorizzazione della Sterling Cycle Company per la promozione dei suoi prodotti quando abbandonò la sua pesante bicicletta Columbia per la più veloce e leggera Sterling Roadster.
Durante i suoi viaggi tenne delle conferenze sulle sue avventures, spesso esagerando le sue imprese, che affascinarono i mezzi di comunicazione e rilanciarono la sua popolarità. Ad esempio, in Francia si descrisse come una ricca ereditiera orfana, una studentesse di medicina di Harvard, l'inventrice di un nuovo metodo di stenografia e la nipote di un senatore degli Stati Uniti. In America raccontava storie sulla caccia alla tigre in India con membri di famiglie reali tedesche e di essere stata gettata in una prigione giapponese con una ferita d'arma da fuoco. Diede anche dimostrazioni ciclistiche e vendette foto promozionali di sé stessa, spille commemorative e autografi.
Dopo il viaggio accettò un'offerta per scrivere le sue avventure come "nuova donna" e si stabilì con la famiglia a New York per continuare la sua carriera nel giornalismo. L'articolo iniziava con "Sono una giornalista e una 'nuova donna' – se con  questo termine s'intende la mia convinzione di poter fare tutto ciò che può fare un uomo."

## Influenza culturale
La Londonderry morì dimenticata nel 1947. Nel 2007 Peter Zheutlin, pro-pronipote di Annie (il suo bisnonno era Bennett, fratello di Annie), pubblicò Around the World on Two Wheels: Annie Londonderry's Extraordinary Ride. Nel 2011, Evalyn Parry rappresentò per la prima volta SPIN, la sua performance a tema ciclistico che comprende una canzone sulla Londonderry (The Ballad of Annie Londonderry), e la portò in tour in Canada e negli Stati Uniti.
Gillian Klempner Willman delle Spokeswoman Productions ha scritto, diretto e prodotto un documentario di 26 minuti intitolato The New Woman - Annie "Londonderry" Kopchovsky. Fu proiettato per la prima volta nel febbraio del 2013 al DC Independent Film Festival, nel quale vinse il premio al miglior documentario.
La Londonderry fu commemorata in un necrologio del New York Times, come parte della serie "Overlooked", dedicata a personaggi la cui morte era passata inosservata, nel novembre del 2019.

## Cronologia del viaggio
Il suo viaggio procedette con le seguenti tappe (sono indicate le date conosciute):
- 25 giugno 1894 - Boston (Massachusetts)
  - Providence (Rhode Island)
  - New York (New York)
  - Albany (New York)
  - Syracuse (New York)
  - Rochester (New York)
  - Buffalo (New York)
  - Cleveland (Ohio)
- 24 settembre 1894 - Chicago (Illinois)
  - Stesso percorso a ritroso fino a New York
- 24 novembre 1894 - New York (New York)
- 3 dicembre 1894 - Le Havre (Francia)
  - Parigi (Francia)
  - Lione e Valence (Francia)
  - Marsiglia (Francia)
  - Alessandria e Porto Said (Egitto)
  - Gerusalemme (Impero ottomano) (dubbio)[34]
  - Aden (Provincia britannica di Aden)
  - Colombo (Ceylon britannica)
  - Singapore (Stabilimenti britannici dello Stretto)
  - Saigon (Cocincina francese)
  - Hong Kong (Brit.) e Port Arthur (Impero Cinese)
  - Dalla Corea a Vladivostok (Impero russo) (probabilmente falso)[35]
- 9 marzo 1895 - Nagasaki e Yokohama (Impero giapponese)
- 23 marzo 1895 - San Francisco (California)
  - Stockton (California)
  - San Jose (California)
  - San Luis Obispo (California)
  - Santa Barbara (California)
  - Los Angeles (California)
  - San Bernardino (California)
  - Riverside (California)
  - Indio (California)
  - Yuma (Arizona)
  - Phoenix (Arizona)
  - Tucson (Arizona)
  - Deming (Nuovo Messico)
  - El Paso (Texas)
  - Albuquerque (Nuovo Messico)
  - Santa Fe (Nuovo Messico)
  - Las Vegas (Nuovo Messico)
  - Raton (Nuovo Messico)
  - Passo di Raton
  - Trinidad (Colorado)
  - La Junta (Colorado)
  - Colorado Springs (Colorado)
- 12 agosto 1895 - Denver (Colorado)
  - Cheyenne (Wyoming)
  - In treno attraverso il Nebraska
  - Fremont (Nebraska)
  - Omaha (Nebraska)
  - Missouri Valley (Iowa)
  - Ames (Iowa)
  - Tama (Iowa)
  - Cedar Rapids (Iowa)
  - Clinton (Iowa)
  - Rochelle (Illinois)
- 12 settembre 1895 - Chicago (Illinois)
- 24 settembre  1895 - Boston (Massachusetts)